# Tharra biclades
Tharra biclades är en insektsart som beskrevs av Nielson 1975. Tharra biclades ingår i släktet Tharra och familjen dvärgstritar. Inga underarter finns listade i Catalogue of Life.